# Sports Illustrated
Sports Illustrated, também conhecida como SI, é uma das principais revistas esportivas dos Estados Unidos, publicada semanalmente desde 16 de agosto de 1954. Ela pertence ao conglomerado de comunicações Authentic Brands Group.

## História

### Início
Desde os anos 1930, a ideia de uma revista esportiva já circulava pela editora, então conhecida como Time, Inc., mas nunca tinha sido levada adiante. Henry Luce, um dos fundadores da Time, Inc., foi quem deu o pontapé inicial para que a ideia saísse do papel, ainda em 1953, embora ele tenha acompanhado o processo de longe, porque sua esposa tinha sido nomeada embaixadora na Itália.
Inicialmente, a revista era conhecida internamente como "Projeto X" e "MNORX". Para o nome final, a decisão foi mais difícil. Considerou-se a ideia de comprar a revista mensal Sport, apenas por causa de seu nome, mas a editora da revista pediu US$ 50 mil a mais do que Luce estava disposto a pagar por ela. A busca continuou até o novo editor da revista, Harry Phillips, encontrar um velho conhecido, que lhe ofereceu o título "Sports Illustrated", que tinha sido usado em dois projetos de revista que não vingaram. O título foi, então, comprado por US$ 5 mil, mais uma assinatura gratuita.
Depois de várias edições lançadas como teste, o primeiro número finalmente saiu em 9 de agosto de 1954, com data de 16 de agosto. O jogador de beisebol Eddie Matthews estampou a capa, e a manchete de apresentação da revista foi "A era dourada é agora". No começo, a definição de "esporte" ainda era algo abrangente demais, tanto é que, ao longo do resto do ano, foram publicados apenas seis artigos sobre basquete, contra 14 sobre boliche, 17 sobre moda e 7 sobre cachorros, incluindo um em que se dava dicas de como comprar um filhote. A aceitação em geral foi boa, a revista esgotou-se rapidamente das bancas e pedidos de novas assinaturas eram frequentes.

### Inovações
Desde seu início, a Sports Illustrated inovou em vários aspectos hoje comuns a uma revista, como o uso frequente de fotos coloridas (apesar de a antecedência de seis semanas exigida nos anos 1950 significar que eles não podiam ilustrar assuntos mais pontuais) e os guias (os guias das Séries Mundiais de beisebol, por exemplo, ajudavam os torcedores a acompanhar as partidas pela televisão). Nos anos 1960, a seção "Faces in the Crowd" ("rostos na multidão", em português) foi lançada e foi um grande sucesso, apresentando fotos de jogadores desconhecidos e iniciantes em ligas amadoras. A seção existe até hoje.
A SI também sempre foi conhecida por suas fotografias e inovou nesse campo também, com fotos dentro do gol em jogos de hóquei no gelo e atrás de tabelas de vidro em jogos de basquete. Em 1965, o advento da Impressão offset permitiu que finalmente fosse possível publicar fotos coloridas em um intervalo pequeno, o que deu novo fôlego à revista. Em 1983, ela tornou-se a primeira revista noticiosa norte-americana a ser impressa totalmente em cores.
Em março de 2008, o site da revista lançou uma seção chamada "SI Vault", com o conteúdo completo de todas as suas edições desde 1954, incluindo imagens digitalizadas das páginas da revista.

### "Maldição"
Ao longo da história da revista, por diversas vezes o assunto (ou os assuntos) de certas capas tiveram supostas marés de azar depois de a revista circular, como o golfista que apareceu em uma capa com sua esposa em janeiro de 1962 e, menos de um ano depois, estava divorciado, ou a esquiadora que apareceu na capa de 31 de janeiro de 1955 e, na semana em que a revista ainda estava nas bancas, sofreu um acidente que a deixou paralisada do pescoço para baixo, ou ainda a patinadora que ilustrou a capa de 13 de fevereiro de 1961 e, dois dias após a data da edição, morreu em um acidente de avião com o resto da seleção norte-americana de patinação.
Em pesquisa publicada em 2002, que foi a capa da edição de 21 de janeiro, constatou-se que, das 2.456 capas até então, em 913 delas o assunto sofreu algum tipo de desgraça verificável, um "índice de maldição" de 37,2%. Dessas 913 desgraças, 108 foram uma séria contusão ou morte.
Por outro lado, os cinco jogadores que mais apareceram na capa da revista — Michael Jordan, Muhammad Ali, Kareem Abdul-Jabbar, Magic Johnson e Jack Nicklaus — não tiveram suas carreiras ameaçadas, o que sugere um caso que estatísticos chamam de "regressão à média", que nada mais é do que a representação estatística de que mesmo um bom jogador tem maus dias (ou mesmo um mau jogador tem bons dias).